# Porta Santa Maria
La Porta Santa Maria est une porte de ville faisant partie de l'enceinte des murs de Lucques qui fait face au nord. 

## Historique
Elle a été construite entre 1549 et 1592 et fait partie des remparts Renaissance.
Cette porte est dédiée à la Vierge Marie. Elle possède une statue en marbre de la Madone insérée dans une niche sur la partie extérieure de la porte.
À l'origine, la Porta Santa Maria avait une seule ouverture et ce n'est que plus tard que furent réalisées les deux ouvertures latérales, au-dessus desquelles se trouvent des statues représentant chacune une panthère (symbole de la ville de Lucques).
Sous l'arc central se trouvent deux fresques d'une annonciation d'encadrement, d'un côté l'Archange Gabriel en « Ange annonciateur » et de l'autre celle de Marie en  « Vierge annoncée ».
Au centre de la façade intérieure se trouve un bas-relief en marbre représentant Saint Pierre avec en dessous l'inscription « Libertas », l'ancienne devise de la ville.
Depuis 1883, il y avait le terminus du tramway Lucca-Ponte a Moriano géré par la société Tranvia Lucchese en dehors de la ville. Malgré une longue diatribe qui occupa l'actualité locale, en 1884 le système fut étendu, permettant aux rames de tramway de passer par la porte de la nouvelle gare terminale de Porta San Pietro. La ligne de tramway a été supprimée en 1932.
Aujourd'hui, l'ouverture centrale est utilisée comme passage piéton, tandis que les ouvertures latérales servent de passage pour les voitures en transit dans la ville.

## Galerie

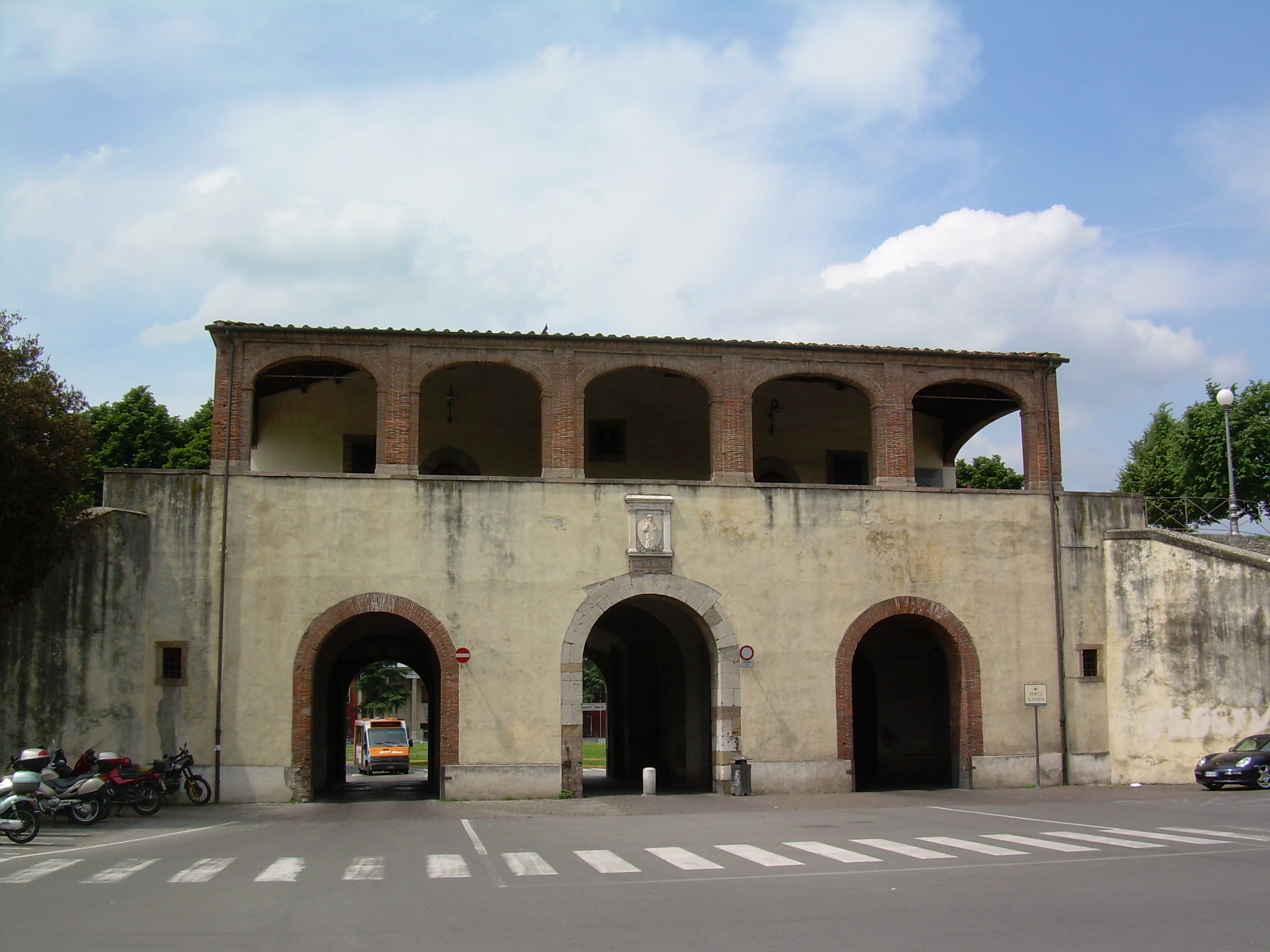
Vue de l'intérieur